# Knisa mosse

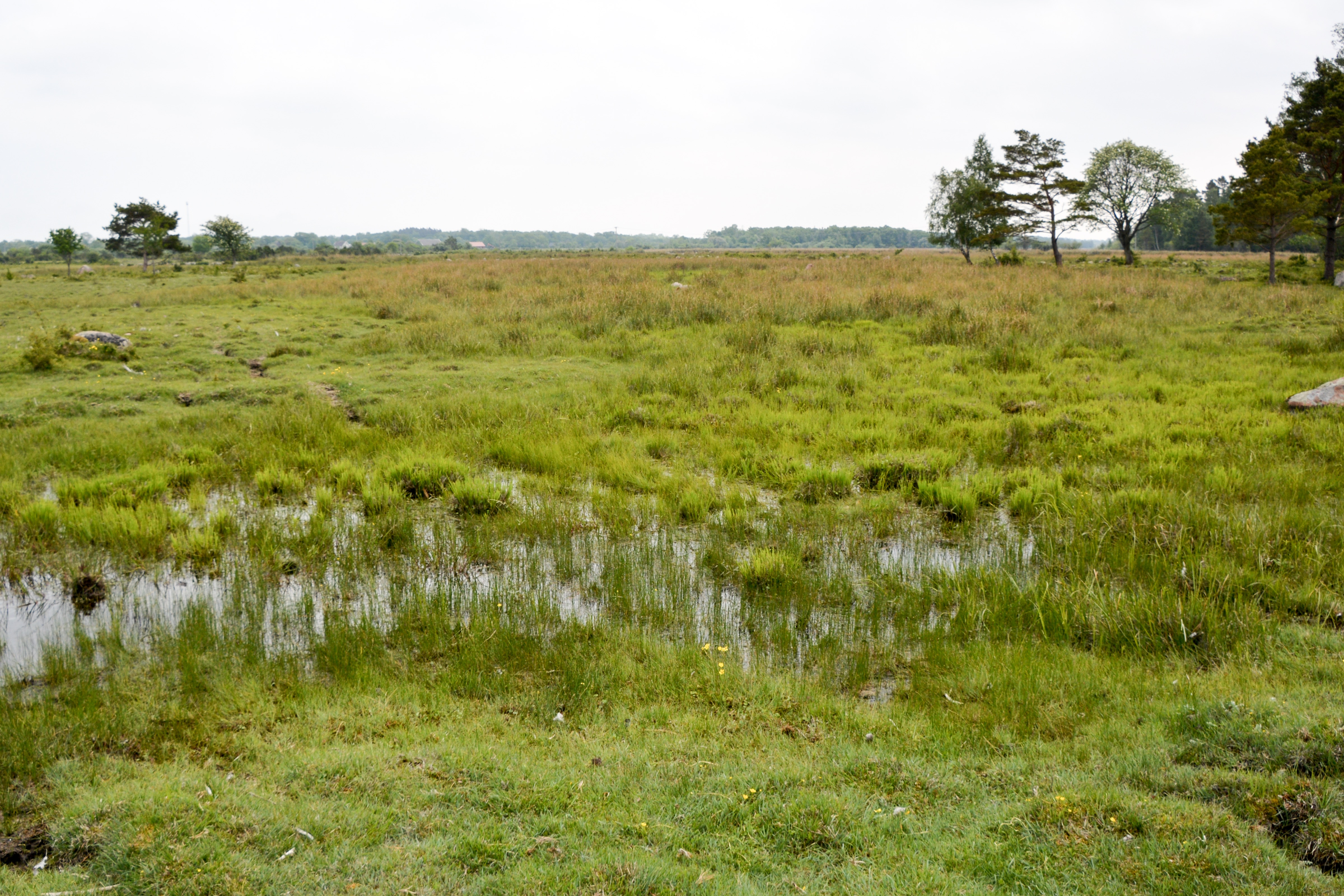
Knisa mosse, 2017

Knisa mosse ist ein Moor auf der schwedischen Ostseeinsel Öland.
Das Feuchtgebiet liegt an der Westküste der Insel in unmittelbarer Nähe zum Kalmarsund von dem es durch eine Kalksteinformation getrennt ist. Nördlich des Moores liegt die Ortschaft Sandvik, östlich das Dorf Knisa.
Über lange Zeiträume wurde Knisa mosse wirtschaftlich zur Gewinnung von Schilf und Binsenschneide als Baumaterial für Dächer aber auch zur Futtergewinnung und Weidefläche genutzt. So gab es noch um 1920 keinerlei Bäume. Es besteht ein torfmoosreicher Schwingrasen. Im Moor bestehen auch noch offene Wasserflächen. Das bereits 1931 zum Naturreservat erklärte Moor (Knisa mosse naturreservat) ist bekannt für seinen Reichtum an Orchideen und die vielfältige Vogelpopulation. Von einem eigens aufgestellten Beobachtungsturm lassen sich Rohrweihe und Wiesenweihe beobachten. Es fanden umfangreiche Arbeiten zur Renaturierung des Gebiets statt.